# Nu of Nou
Nu of Nou is het negentiende studioalbum van de Nederlandse band De Dijk uitgebracht in 2019.

## Hoes
Het artwork van de hoes is een grafisch ontwerp van bandlid Nico Arzbach en Pim Kops. Met een illustratie van Huub van der Lubbe.

## Nummers
| Nr. | Titel                        | Schrijver(s)                                          | Duur |
| --- | ---------------------------- | ----------------------------------------------------- | ---- |
| 1.  | Ieder wie die                | Hans van der Lubbe, Huub van der Lubbe                | 3:42 |
| 2.  | Ruisen van de zee            | Antonie Broek, Hans van der Lubbe, Huub van der Lubbe | 4:20 |
| 3.  | Nu of nou                    | Antonie Broek, Huub van der Lubbe, Nico Arzbach       | 3:18 |
| 4.  | Door de modder               | Huub van der Lubbe, Nico Arzbach, Roland Brunt        | 3:55 |
| 5.  | Tot je weet dat je dat denkt | Hans van der Lubbe, Huub van der Lubbe                | 3:31 |
| 6.  | Uitzicht                     | Huub van der Lubbe, Nico Arzbach                      | 3:44 |
| 7.  | Ik ben bij je                | Antonie Broek, Huub van der Lubbe                     | 3:33 |
| 8.  | Soort van Elvis              | Huub van der Lubbe, Jelle Broek                       | 3:14 |
| 9.  | Iets zo goed                 | Antonie Broek, Huub van der Lubbe                     | 3:49 |
| 10. | Laat het gaan                | Antonie Broek, Huub van der Lubbe                     | 3:20 |
| 11. | Blijf nog even               | Huub van der Lubbe, Pim Kops                          | 3:04 |
| 12. | Als het leven gaat           | Huub van der Lubbe, Nico Arzbach                      | 3:07 |